# VfB Eichstätt
VfB Eichstätt is een Duitse voetbalclub uit Eichstätt in Beieren.
De club werd in 1920 opgericht als afsplitsing van de lokale turnvereniging die voetbal niet als nieuwe sport wilde toevoegen aan de activiteiten. De club speelde lang in het regionale amateurvoetbal in Beieren. Vanaf halverwege het eerste decennium van de 21e eeuw begon de club aan een opmars. In 2006 werd de Bezirksliga Oberbayern-Nord gewonnen waardoor VfB Eichstätt in de Bezirksoberliga Oberbayern kwam. In 2009 werd de club kampioen en promoveerde naar de Landesliga Bayern-Süd. Na een herstructurering kwam VfB Eichstätt in 2012 in de Bayernliga. In 2017 werd VfB Eichstätt kampioen van de Bayernliga Nord en promoveerde voor het eerst naar de Regionalliga Bayern.
SpVgg Ansbach 09 · 
Viktoria Aschaffenburg ·
TSV Aubstadt ·
FC Augsburg II ·
TSV Schwaben Augsburg ·
VfB Eichstätt ·
TSV Buchbach ·
SV Wacker Burghausen ·
SpVgg Greuther Fürth II ·
SpVgg Hankofen-Hailing ·
FV Illertissen ·
FC Memmingen ·
FC Bayern München II ·
1. FC Nürnberg II ·
1. FC Schweinfurt 05 ·
SpVgg Unterhaching ·
DJK Vilzing ·
FC Würzburger Kickers